# 가지타촌 (히로시마현)
가지타촌(梶田村)은 히로시마현 고누군에 설치되었던 촌이다. 

## 역사
- 1895년 10월 1일 가지타촌 및 니시노촌, 후쿠다촌, 혼고촌 ,고누촌이 성립하였다.
- 1955년 3월 31일 가미카와촌의 일부와 합병해, 고누정이 신설하여 폐지되었다.

## 참고문헌
- 角川日本地名大辞典 34 広島県
- 『市町村名変遷辞典』東京堂出版、1990年